# Souled Out 1997
Souled Out 1997 è stata la prima edizione dell'evento in pay-per-view Souled Out, prodotto dalla World Championship Wrestling. L'evento si è svolto il 25 gennaio 1997 al Five Seasons Center di Cedar Rapids.

## Risultati
| # | Incontri | Stipulazioni                                                   | Durata |
| - | --- | -------------------------------------------------------------- | ------ |
| 1 | Masahiro Chono (nWo) ha sconfitto Chris Jericho (WCW)                                                                      | Single match                                                   | 11:08  |
| 2 | Big Bubba Rogers (nWo) ha sconfitto Hugh Morrus (WCW) (con Jimmy Hart)                                                     | Mexican Death match                                            | 09:03  |
| 3 | Jeff Jarrett (WCW) ha sconfitto Mr. Wallstreet (nWo)                                                                       | Single match                                                   | 09:22  |
| 4 | Buff Bagwell (nWo) ha sconfitto Scotty Riggs (WCW)                                                                         | Single match                                                   | 13:51  |
| 5 | Scott Norton (nWo) ha sconfitto Diamond Dallas Page (WCW) per countout                                                     | Single match                                                   | 09:39  |
| 6 | The Steiner Brothers (WCW) Rick Steiner e Scott Steiner) hanno sconfitto The Outsiders (nWo) (Kevin Nash e Scott Hall) (c) | Tag team match per il WCW World Tag Team Championship          | 14:43  |
| 7 | Eddie Guerrero (WCW) (c) ha sconfitto Syxx (nWo)                                                                           | Ladder match per il WCW United States Heavyweight Championship | 13:48  |
| 8 | Hollywood Hogan (nWo) (c) vs. The Giant (WCW) si è concluso in un no contest                                               | Single match per il WCW World Heavyweight Championship         | 10:52  |